# 萊氏石鮰
萊氏石鮰為輻鰭魚綱鯰形目北美鯰科的其中一種，被IUCN列為瀕危保育類動物，分布於北美洲美國阿肯色州的Ouachita河上游流域，體長可達10公分，棲息在水質清澈、岩石混合的溪流、水池。

## 擴展閱讀
維基物種上的相關：萊氏石鮰